# ベースコーチ

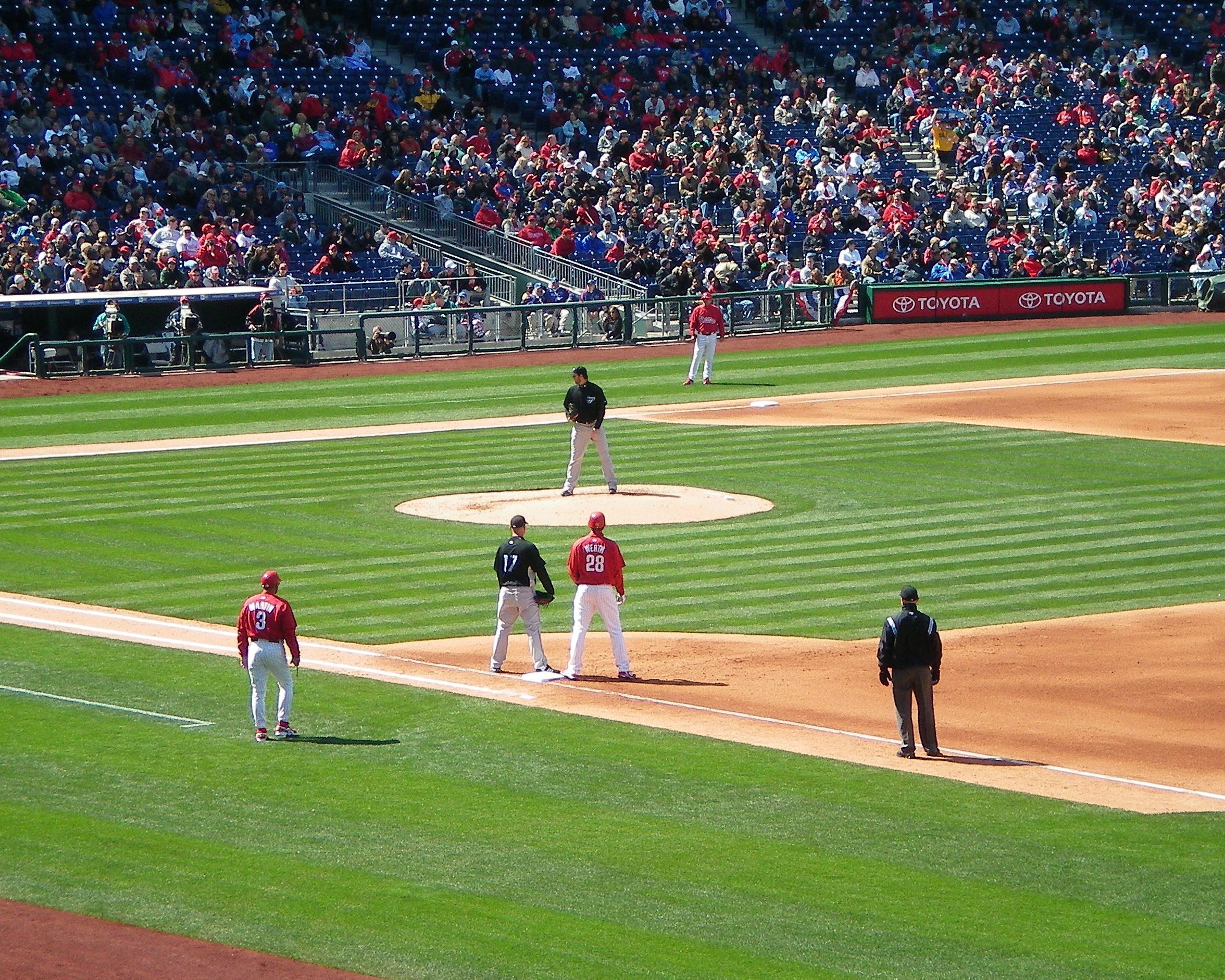
写真左側が一塁ベースコーチ、写真奥が三塁ベースコーチ

ベースコーチは、野球において一塁および三塁脇のファウルゾーンにあるコーチスボックスに位置して打者、走者に指示を送る2名の攻撃側チームメンバーのことである。

## 任務
ベースコーチの役目は、声やジェスチャーやサインなどで打者や走者に指示を伝達することである。具体的には打者への作戦の指示、走者への走塁や帰塁の指示、ボールの所在の伝達、スライディングするべきか否かの指示などである。特にフェアの打球が打たれた後は、ボールの行方や守備の状況等を冷静に観察しながら、走者に明確な走塁の指示を出す必要がある。二塁から三塁に向かう走者は打球の処理状況を目視できないことが多いため、本塁に突入させるか、あるいはストップさせるかの指示は三塁ベースコーチが出さねばならない。ここから信号機とも俗称される。
状況がいったん落ち着いても、ボールインプレイで塁上に走者がいる場合は、球の所在を把握し隠し球を防ぐ。
プロテクターや打撃用手袋を着用する打者が出塁した際にはボールデッド時にそれらを回収し、走塁用手袋を渡すのもベースコーチの役割である。
打者が打席で構える前に打者と走者に作戦指示のサインを出すのは、自チームのベンチが一塁側であるか三塁側であるかを問わず三塁ベースコーチの役割となるのが通常である。
一塁ベースコーチは一塁走者に対して牽制球の注意を行うのはもちろん、向き合う形となる二塁走者に対しても内野手が牽制球ベースカバーに入る動きについてジェスチャーで伝達する。

## ルール

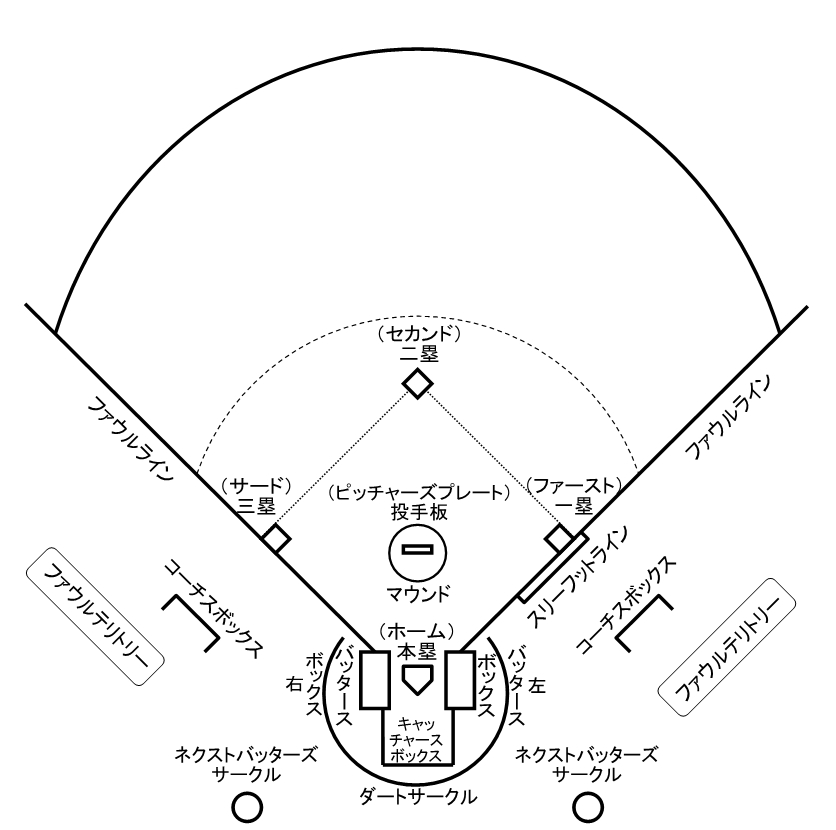
コーチスボックスを含むグラウンドの見取図

ベースコーチは、公認野球規則により定義され、その役割は同規則5.03に定められている。
攻撃側のチームは、自チームの攻撃中、2名のベースコーチを一塁側および三塁側のコーチスボックスにつかせなければならない。ベースコーチはチームの一員であり、ユニフォームを着用することが義務付けられている。
原則としてベースコーチはチームで指定した特定の2人に限られる。プロチームでは大抵の場合、監督を補佐するコーチがこの任務を務める（稀に伊原春樹のように監督自身がベースコーチを務めることもある）。ただし日本では、アマチュア野球ではベースコーチを特定の2人に限る必要はないとしている。特に高校野球では選手以外が試合中にグラウンドに出ることができないため、必ず選手が務める。故に、控え選手がベースコーチとしてその任務にあたったり、ベースコーチを務めている選手が代打等で試合に出場したり、そのために他の選手がベースコーチを代わったりする様子がしばしば見られる。
本来ベースコーチはコーチスボックス内にいて、その位置から指示を行わなければならないこととなっているが、ベースコーチがコーチスボックスの外に出て走者に指示を出すことは、規則上、容認されている。ただし、肉体的援助、すなわち走者に直接触れてその走塁を援助することは認められず、援助を受けた走者がアウトになる。
ベースコーチにはヘルメットの着用が義務付けられている。これは2007年7月22日、マイナーリーグの試合中にベースコーチを務めていたマイク・クールボーが打球を頭に受け死亡した事故が起きたことが原因である。この事故を受けてアメリカ合衆国では、翌2008年からメジャーリーグベースボールも含めてベースコーチのヘルメット着用が義務付けられた。また、ワールド・ベースボール・クラシックでもベースコーチのヘルメット着用が義務付けられた。日本では2009年にアマチュア野球で、2010年に日本プロ野球で義務化された。KBOリーグでは2011年シーズンからヘルメットの着用が義務化された。